# Beatriu de Savoia
Beatriu de Savoia (1206 -desembre del 1266) fou una infanta de Savoia i comtessa consort de Provença (1219-1245). Beatriu era filla del comte Tomàs I de Savoia i la seva esposa Beatriu Margarida de Ginebra. Era neta per línia paterna d'Humbert III de Savoia i Beatriu de Mâcon, i per línia materna de Guillem I de Ginebra. Fou germana dels comtes Amadeu IV de Savoia, Tomàs II de Savoia i Pere II de Savoia. Es casà el 5 de juny de 1219 amb el comte Ramon Berenguer V de Provença. D'aquesta unió nasqueren:
- l'infant Ramon de Provença, mort jove
- la infanta Margarida de Provença (1221-1295), casada el 1234 amb Lluís IX de França
- la infanta Elionor de Provença (1223-1292), casada el 1236 amb Enric III d'Anglaterra
- la infanta Sança de Provença (1225-1261), casada el 1243 amb Ricard de Cornualla, fill de Joan I d'Anglaterra i germà d'Enric III d'Anglaterra
- la infanta Beatriu I de Provença (1234-1267), comtessa de Provença i casada el 1246 amb Carles I de Nàpols

Beatriu de Savoia morí el 1266. El trobador provençal Blacas (1200-1265), enamorat espiritual i respectuós de Beatriu, li dedicà gran part de la seva producció.